# Jenny Blauhuth
Jenny Blauhuth, née le 30 avril 1862 à Leipzig et morte en 1921, est une pianiste et compositrice allemande.

## Biographie
Jenny Blauhuth est l'élève de Carl Reinecke et de Wilhelm Rust. Elle est professeure au Conservatoire de Carlsruhe. Elle compose peu mais ses œuvres sont d'une grande originalité.